# Ik Ben Verliefd, Shalalie
"Ik Ben Verliefd, Shalalie" er en sang, som var det nederlandske bidrag til Eurovision Song Contest 2010. Sangen er skrevet af Pierre Kartner, som også har skrevet Smølfesangen, som Johnny Reimar gjorde landskendt på dansk. Sangen er en hyldest til de gamle schlagere fra de tidligere Eurovision Song Contest år. Ved den hollandske nationale finale blev sangeren Sieneke udvalgt til at synge sangen. Ved Eurovision Song Contest 2010 gik sangen ikke videre fra anden semifinale.
| Musik | Spire Denne musikartikel er en spire som bør udbygges. Du er velkommen til at hjælpe Wikipedia ved at udvide den. |